# Чемпионат Германии по волейболу среди женщин
Чемпионат Германии по волейболу среди женщин — ежегодное соревнование женских волейбольных команд Германии. Проводится с 1991 года.
Чемпионат единой Германии проводится с сезона 1991/92 после объединения в единый Немецкий волейбольный союз (Deutscher Volleyball Verband — DVV) волейбольных федераций ГДР и ФРГ. Соревнования проводятся в 1-й бундеслиге, бундеслиге-про (с 2023/24), 2-й бундеслиге. 2-я бундеслига разделена на зоны «Север» и «Юг». 

## Формула соревнований (1-я бундеслига)
Чемпионат в женской 1-й бундеслиге с 2010/11 проводится в два этапа — предварительный и плей-офф. На предварительной стадии команды играют в два круга. По её итогам 8 лучших команд выходят в плей-офф и далее по системе с выбыванием определяют двух финалистов, которые разыгрывают первенство. Серии матчей проводятся до двух (в четвертьфинале и полуфинале) и до трёх (в финале) побед одного из соперников.  
За победы со счётом 3:0 и 3:1 команды получают по 3 очка, за победы 3:2 — по 2, за поражения 2:3 — по одному очку. За поражения 0:3 и 1:3 очки не начисляются.
В чемпионате 2024/25 в женской 1-й бундеслиге участвовали 9 команд: «Шверинер-Палмберг» (Шверин), «Альянц-МТВ» (Штутгарт), «Дрезднер» (Дрезден), «Потсдам», «Тюринген» (Зуль), «Висбаден», «УСК Мюнстер», «Ледис ин Блэк» (Ахен), «Шварц-Вайсс» (Эрфурт). Чемпионский титул выиграл «Шверинер-Палмберг», победивший в финальной серии «Дрезднер» 3-0 (3:0, 3:0, 3:2). 3-е место занял «Альянц-МТВ».      

## Призёры
| Сезон     | 1-е место                                         | 2-е место                                         | 3-е место                                         |
| --------- | ------------------------------------------------- | ------------------------------------------------- | ------------------------------------------------- |
| 1991/92   | «УСК Мюнстер» Мюнстер                             | «Фойербах» Штутгарт                               | КЮД Берлин                                        |
| 1992/93   | КЮД Берлин                                        | «УСК Мюнстер» Мюнстер                             | «Шверинер» Шверин                                 |
| 1993/94   | КЮД Берлин                                        | «Шверинер» Шверин                                 | «УСК Мюнстер» Мюнстер                             |
| 1994/95   | «Шверинер» Шверин                                 | «УСК Мюнстер» Мюнстер                             | КЮД Берлин                                        |
| 1995/96   | «УСК Мюнстер» Мюнстер                             | КЮД Берлин                                        | «Шверинер» Шверин                                 |
| 1996/97   | «УСК Мюнстер» Мюнстер                             | «Шверинер» Шверин                                 | «Франкен Бруннен» Карбах                          |
| 1997/98   | «Шверинер» Шверин                                 | «УСК Мюнстер» Мюнстер                             | КЮД Берлин                                        |
| 1998/99   | «Дрезднер» Дрезден                                | «Байер» Леверкузен                                | «Франкен Бруннен» Карбах                          |
| 1999/2000 | «Шверинер» Шверин                                 | «УСК Мюнстер» Мюнстер                             | «Франкен Бруннен» Карбах                          |
| 2000/01   | «Шверинер» Шверин                                 | «УСК Мюнстер» Мюнстер                             | «Франкен Бруннен» Карбах                          |
| 2001/02   | «Шверинер» Шверин                                 | «Дрезднер» Дрезден                                | «Франкен Бруннен» Карбах                          |
| 2002/03   | «Ульм»                                            | «УСК Мюнстер» Мюнстер                             | «Гамбург»                                         |
| 2003/04   | «УСК Мюнстер» Мюнстер                             | «Байер» Леверкузен                                | «Шверинер» Шверин                                 |
| 2004/05   | «УСК Мюнстер» Мюнстер                             | «Роте-Рабен» Фильсбибург                          | «Дрезднер» Дрезден                                |
| 2005/06   | «Шверинер» Шверин                                 | «Роте-Рабен» Фильсбибург                          | «Дрезднер» Дрезден                                |
| 2006/07   | «Дрезднер» Дрезден                                | «Шверинер» Шверин                                 | «Зуль»                                            |
| 2007/08   | «Роте-Рабен» Фильсбибург                          | «Дрезднер» Дрезден                                | «Шверинер» Шверин                                 |
| 2008/09   | «Шверинер» Шверин                                 | «Роте-Рабен» Фильсбибург                          | «Дрезднер» Дрезден                                |
| 2009/10   | «Роте-Рабен» Фильсбибург                          | «Висбаден»                                        | «Шверинер» Шверин                                 |
| 2010/11   | «Шверинер» Шверин                                 | «Дрезднер» Дрезден                                | «Роте-Рабен» Фильсбибург                          |
| 2011/12   | «Шверинер» Шверин                                 | «Дрезднер» Дрезден                                | «Роте-Рабен» Фильсбибург                          |
| 2012/13   | «Шверинер» Шверин                                 | «Дрезднер» Дрезден                                | «Роте-Рабен» Фильсбибург                          |
| 2013/14   | «Дрезднер» Дрезден                                | «Роте-Рабен» Фильсбибург                          | «Висбаден»                                        |
| 2014/15   | «Дрезднер» Дрезден                                | «Альянц-МТВ» Штутгарт                             | «Шверинер» Шверин                                 |
| 2015/16   | «Дрезднер» Дрезден                                | «Альянц-МТВ» Штутгарт                             | «Шверинер» Шверин                                 |
| 2016/17   | «Шверинер-Палмберг» Шверин                        | «Альянц-МТВ» Штутгарт                             | «Дрезднер» Дрезден                                |
| 2017/18   | «Шверинер-Палмберг» Шверин                        | «Альянц-МТВ» Штутгарт                             | «Дрезднер» Дрезден                                |
| 2018/19   | «Альянц-МТВ» Штутгарт                             | «Шверинер-Палмберг» Шверин                        | «Потсдам»                                         |
| 2019/20   | Из-за пандемии COVID-19 чемпионат не был завершён | Из-за пандемии COVID-19 чемпионат не был завершён | Из-за пандемии COVID-19 чемпионат не был завершён |
| 2020/21   | «Дрезднер» Дрезден                                | «Альянц-МТВ» Штутгарт                             | «Шверинер-Палмберг» Шверин                        |
| 2021/22   | «Альянц-МТВ» Штутгарт                             | «Потсдам»                                         | «Дрезднер» Дрезден                                |
| 2022/23   | «Альянц-МТВ» Штутгарт                             | «Потсдам»                                         | «Шверинер-Палмберг» Шверин                        |
| 2023/24   | «Альянц-МТВ» Штутгарт                             | «Шверинер-Палмберг» Шверин                        | «Дрезднер» Дрезден                                |
| 2024/25   | «Шверинер-Палмберг» Шверин                        | «Дрезднер» Дрезден                                | «Альянц-МТВ» Штутгарт                             |